# Sistema «a la inglesa» de Jorge Juan

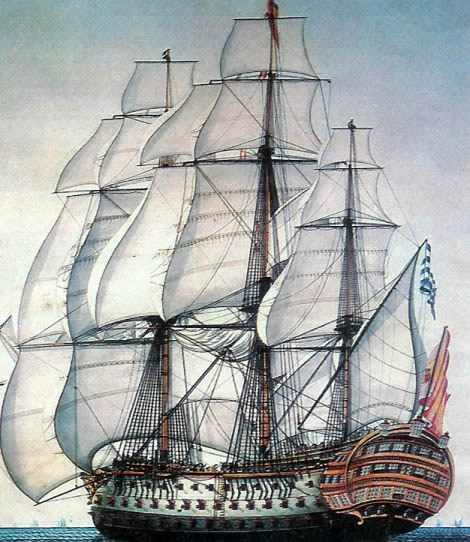
El navío Santísima Trinidad, construido según el sistema inglés, tras su amplíación a cuatro puentes y 136 cañones. Grabado del siglo XIX (Museo Naval de Madrid).

El llamado sistema inglés o sistema a la inglesa, introducido en la construcción naval española a mediados del siglo XVIII, debe su nombre a los constructores navales británicos contratados por Jorge Juan, el protegido del marqués de la Ensenada.
Entre las muchas diferencias y ventajas respecto a los sistemas de construcción utilizados en España hasta la implantación del sistema de Jorge Juan es que este, al valerse de planos más elaborados, y en donde se delineaban las piezas antes de labrarlas, permitía construir en serie varios buques iguales.
Estos constructores, destinados en los distintos astilleros y arsenales de España, incluían a Edward Bryant, con su ayudante William Richards, en el recién construido Arsenal de Cartagena en 1750; Richard Booth, en 1754, en los Reales Astilleros de Esteiro (El Ferrol); David Howell en el Real Astillero de Guarnizo. El sistema fue usado también en el astillero de La Habana, donde el irlandés Matthew (Mateo) Mullan también construía según este sistema, tras su paso por el astillero de Cádiz.
Mención aparte merece la serie conocida como los 12 Apóstoles o del Apostolado, navíos construidos todos simultáneamente, entre 1753 y 1755, en los Reales Astilleros de Esteiro, los astilleros más grandes de Europa en su época. La serie tuvo una vida útil media de unos cuarenta y cinco años.
El sistema inglés estuvo implantado en España de 1759 a 1765, alcanzando su punto álgido con la construcción del navío de línea Velasco, de 74 cañones, construido en 1764 por Bryant en el Arsenal de Cartagena. Daría paso al llamado sistema «sistema francés» introducido por Francisco Gautier, tras las críticas vertidos por este en un informe de respecto a los defectos observados en la tala, el corte y el secado de la madera utilizada, la poca elevación sobre el agua de la batería baja, el poco aguante de la vela y la poca velocidad de los navíos construidos según el sistema inglés.

### Navíos y fragatas construidas «a la inglesa» de Jorge Juan
- 1754: Eolo (nombre de advocación: San Juan de Dios), Reales Astilleros de Esteiro - de la serie de los 12 Apóstoles o del Apostolado[4]
- 1754: Oriente (nombre de advocación: San Diego de Alcalá), 74 cañones,[8] Reales Astilleros de Esteiro - de la serie de los 12 Apóstoles o del Apostolado[4]
- 1754: Neptuno (nombre de advocación: San Justo), Reales Astilleros de Esteiro - de la serie de los 12 Apóstoles o del Apostolado[4]
- 1754: Magnánimo (nombre de advocación: San Justo y San Pastor), Reales Astilleros de Esteiro - de la serie de los 12 Apóstoles o del Apostolado[4]
- 1754: Aquilón (nombre de advocación: San Dámaso), Reales Astilleros de Esteiro - de la serie de los 12 Apóstoles o del Apostolado[4]
- 1754: Gallardo (nombre de advocación: San Juan de Sahagún), Reales Astilleros de Esteiro - de la serie de los 12 Apóstoles o del Apostolado[4]
- 1754: Brillante (nombre de advocación: San Dionisio), Reales Astilleros de Esteiro - de la serie de los 12 Apóstoles o del Apostolado[4]
- 1755: Conquistador, 64 cañones[8]
- 1755: Vencedor (nombre de advocación: San Julián), Reales Astilleros de Esteiro - de la serie de los 12 Apóstoles o del Apostolado[4]
- 1755: Glorioso (nombre de advocación: San Francisco Javier), Reales Astilleros de Esteiro - de la serie de los 12 Apóstoles o del Apostolado[4]
- 1755: Guerrero (nombre de advocación: San Raimundo), Reales Astilleros de Esteiro[2] - de la serie de los 12 Apóstoles o del Apostolado[4]
- 1755: Héctor (nombre de advocación: San Bernardo), Reales Astilleros de Esteiro - de la serie de los 12 Apóstoles o del Apostolado[4]
- 1755: Soberano (nombre de advocación: San Gregorio), Reales Astilleros de Esteiro - de la serie de los 12 Apóstoles o del Apostolado[4]
- 1756: Monarca, Reales Astilleros de Esteiro[cita requerida]
- 1756: Triunfante (nombre de advocación: Santiago el Menor), Reales Astilleros de Esteiro[cita requerida]
- 1764: Velasco, Arsenal de Cartagena, de 74 cañones.[1] Construido por Bryant.[2]
- 1765: San Genaro, Cartagena.[1] Construido por Bryant.[2]
- 1765: San Carlos, Real Astillero de La Habana.[9] Destaca por su larga duración, siendo construido de dos puentes y 80 cañones, carenado en Cartagena, en 1801, y convertido en navío de tres puentes con 112 cañones.[9]
- 1766: América o Santiago La América, Real Astillero de La Habana.[10]
- 1769: Santísima Trinidad, La Habana. Construido por Mateo Mullan y su hijo, Ignacio Mullan[3] Participará en el combate de Trafalgar.[11]

En 1763, el secretario de Marina, Julián de Arriaga, ordena construirse en el Real Astillero de Guarnizo, de Santander, de acuerdo con el sistema establecido por Jorge Juan, seis navíos de línea —el San Juan Nepomuceno, el primer navío que se construye según los criterios de Gautier, el San Pascual, el San Francisco de Asís, el San Lorenzo, el San Agustín y el Santo Domingo—, más cuatro fragatas. Todos ellos se modificarían conforme al nuevo sistema de Gautier.